# سورا ليمتد
سورا ليمتد (بالإنجليزية:Sora Ltd.) (باليابانية:有限会社ソラ)، هي شركة تطوير ألعاب فيديو يابانية، يقع مقرها في طوكيو، أسست عام 2005، من أشهر ألعابها، سلاسل سوبر سماش برذرز بالتعاون مع نينتندو.

## وصلات خارجية
سورا ليمتد في قاعدة بيانات الأفلام على الإنترنت